# John Desmond Bernal Prize
Der John Desmond Bernal Prize wird seit 1981 jährlich von der Society for Social Studies of Science (4S) für herausragende Leistungen auf dem Gebiet der Wissenschafts- und Technikforschung vergeben. Er wurde nach einem der Begründer der Wissenschaftsforschung (englisch science of science oder science studies) benannt, dem britischen Naturwissenschaftler John Desmond Bernal.

## Preisträger
- 1981 Derek de Solla Price
- 1982 Robert K. Merton
- 1983 Thomas S. Kuhn
- 1984 Joseph Needham
- 1985 Joseph Ben-David
- 1986 Michael Mulkay
- 1987 Christopher Freeman
- 1988 Dorothy Nelkin
- 1989 Gerald Holton
- 1990 Thomas P. Hughes
- 1991 Melvin Kranzberg
- 1992 Bruno Latour
- 1993 David Edge
- 1994 Mary Douglas
- 1995 Bernard Barber
- 1996 David Bloor
- 1997 Harry Collins
- 1998 S. Barry Barnes
- 1999 Martin Rudwick
- 2000 Donna Haraway
- 2001 Steven Shapin
- 2002 Michel Callon
- 2003 Helga Nowotny
- 2004 Sheila Jasanoff
- 2005 Donald A. MacKenzie
- 2006 Wiebe Bijker
- 2007 Ruth Schwartz Cowan
- 2008 Steve Woolgar
- 2009 Karin Knorr-Cetina
- 2010 Brian Wynne
- 2011 Evelyn Fox Keller
- 2012 Adele Clark
- 2013 Sandra Harding
- 2014 Lucy Suchman
- 2015 John Law
- 2016 Michael Lynch
- 2017 Hebe Vessuri
- 2018 Trevor Pinch
- 2019 Emily Martin
- 2020 Sharon Traweek, Langdon Winner
- 2021 Judy Wajcman, Nelly Oudshoorn
- 2022 Troy Duster, Arie Rip
- 2023 Joan Fujimura, Warwick Anderson
- 2024 Geoffrey C. Bowker, Annemarie Mol
- 2025 Paul N. Edwards, Anna Lowenhaupt Tsing